# Liste des députés fédéraux canadiens - M
Cet article contient la liste des députés actuels et anciens à la Chambre des communes du Canada dont le nom commence par la lettre M.
En plus du prénom et du nom du député, la liste contient :
- le parti que le député représentait lors de son élection ;
- le comté et la province où il fut élu.

## Maca - Macd
- Joseph Angelo Macaluso, libéral, Hamilton-Ouest, Ontario
- Lawrence A. Macauley, libéral, Cardigan, Île-du-Prince-Édouard
- Arthur Allister Macbain, libéral, Niagara Falls, Ontario
- William Burton Macdiarmid, libéral, Glengarry, Ontario

## Macdonald
- Albert Frederick Macdonald, libéral, Edmonton-Est, Alberta
- Alexander Barrett Macdonald, CCF, Vancouver Kingsway, Colombie-Britannique
- Alexander Francis Macdonald, libéral, Cornwall, Ontario
- Angus Lewis Macdonald, libéral, Kingston-City, Ontario
- Angus Ronald Macdonald, progressiste-conservateur, antigonish—Guysborough, Nouvelle-Écosse
- Archibald John Macdonald, libéral, Glengarry, Ontario
- Augustine Colin Macdonald, libéral-conservateur, King (Comté de), Île-du-Prince-Édouard
- Daniel Joseph MacDonald, libéral, Cardigan, Île-du-Prince-Édouard
- David Samuel Horne Macdonald, progressiste-conservateur, Prince, Île-du-Prince-Édouard
- Donald Alexander Macdonald, libéral, Glengarry, Ontario
- Donald Stovel Macdonald, libéral, Rosedale, Ontario
- Edward Mortimer Macdonald, libéral, Pictou, Nouvelle-Écosse
- Finlay Macdonald, conservateur, Cap-Breton-Sud, Nouvelle-Écosse
- Flora Isabel MacDonald, progressiste-conservateur, Kingston et les Îles, Ontario
- Hugh John Macdonald, libéral-conservateur, Winnipeg, Manitoba
- John Macdonald (en), libéral, Toronto-Centre, Ontario
- John Alexander Macdonald, conservateur, King, Île-du-Prince-Édouard
- John Alexander Macdonald (1874-1948), conservateur, King, Île-du-Prince-Édouard
- John Alexander Macdonald (1883-1945), conservateur, Richmond—Cap-Breton-Ouest, Nouvelle-Écosse
- John A. Macdonald, libéral-conservateur, Kingston, Ontario
- John Augustine Macdonald, progressiste-conservateur, King, Île-du-Prince-Édouard
- John Sandfield Macdonald, libéral, Cornwall, Ontario
- Margaret Mary Macdonald, progressiste-conservateur, King, Île-du-Prince-Édouard
- Peter Macdonald, libéral, Huron-Est, Ontario
- Ronald Macdonald, libéral, Dartmouth, Nouvelle-Écosse
- Wilbur MacDonald, progressiste-conservateur, Cardigan, Île-du-Prince-Édouard
- William Chisholm Macdonald, libéral, Halifax, Nouvelle-Écosse
- William Ross Macdonald, libéral, Brantford City, Ontario

## Macdonell - MacI
- Angus Claude Macdonell, conservateur, Toronto-Sud, Ontario
- Donald Greenfield Macdonell, libéral, Lanark-Nord, Ontario
- George Hugh Macdonell, conservateur, Algoma, Ontario
- John Alexander Macdonell, libéral, Selkirk, Manitoba
- James MacKerras Macdonnell, progressiste-conservateur, Muskoka—Ontario, Ontario
- Colin MacDougall, libéral, Elgin-Est, Ontario
- Isaac Duncan Macdougall, conservateur, Inverness, Nouvelle-Écosse
- John Alexander Frances Macdougall, progressiste-conservateur, Timiskaming, Ontario
- John Lorne Macdougall, libéral, Vancouver—Burrard, Colombie-Britannique
- Day Hort Macdowall, conservateur, Saskatchewan, Territoires du Nord-Ouest
- Allan Joseph Maceachen, libéral, Inverness—Richmond, Nouvelle-Écosse
- Howard Russell Macewan, progressiste-conservateur, Pictou, Nouvelle-Écosse
- Angus (Gus) Macfarlane, libéral, Hamilton Mountain, Ontario
- Robert Macfarlane, libéral, Perth-Sud, Ontario
- Mark R. Macguigan, libéral, Windsor—Walkerville, Ontario
- Angus MacInnis, travailliste, Vancouver-Sud, Colombie-Britannique
- Donald MacInnis, progressiste-conservateur, Cap-Breton-Sud, Nouvelle-Écosse
- Malcolm MacInnis, Nouveau Parti démocratique, Cap-Breton-Sud, Nouvelle-Écosse
- Winona Grace MacInnis, Nouveau Parti démocratique, Vancouver Kingsway, Colombie-Britannique

## Mack
- Bryce Stuart Mackasey, libéral, Verdun, Québec
- Elmer MacIntosh MacKay, progressiste-conservateur, Nova-Centre, Nouvelle-Écosse
- Newton LeGayet Mackay, conservateur, Cap Breton, Nouvelle-Écosse
- Peter Gordon MacKay, progressiste-conservateur, Pictou—Antigonish—Guysborough, Nouvelle-Écosse
- David MacKeen, conservateur, Cap Breton, Nouvelle-Écosse
- John Armstrong Mackelvie, conservateur, Yale, Colombie-Britannique
- Alexander Mackenzie, libéral, Lambton, Ontario
- Dave MacKenzie, conservateur, Oxford, Ontario
- Frederick Mackenzie, libéral, Montréal-Ouest, Québec
- Frederick Donald Mackenzie, libéral, Neepawa, Manitoba
- Hugh Alexander Mackenzie, libéral, Lambton—Kent, Ontario
- Ian Alistair Mackenzie, libéral, Vancouver-Centre, Colombie-Britannique
- Henry Arthur Mackie, unioniste, Edmonton-Est, Alberta
- Herbert John Mackie, unioniste, Renfrew-Nord, Ontario
- Thomas Mackie, libéral, Renfrew-Nord, Ontario
- Donald Alexander Mackinnon, libéral, Queen's-Est, Île-du-Prince-Édouard
- George Ernest Lawson Mackinnon, Gouvernement national, Kootenay-Est, Colombie-Britannique
- James Angus MacKinnon, libéral, Edmonton-Est, Alberta
- Charles Herbert Mackintosh, conservateur, Ottawa (Cité d'), Ontario
- Paul Harold Macklin, libéral, Northumberland, Ontario

## Macl - Macn
- Alexander Ferguson Maclaren, conservateur, Perth-Nord, Ontario
- Murray MacLaren, conservateur, St. John—Albert, Nouveau-Brunswick
- Roy Maclaren, libéral, Etobicoke-Nord, Ontario
- William Scott Maclaren, libéral, Huntingdon, Québec
- Alexander Kenneth Maclean, libéral, Lunenberg, Nouvelle-Écosse
- Alfred Edgar Maclean, libéral, Prince, Île-du-Prince-Édouard
- John Angus Maclean, progressiste-conservateur, Queen (Comté de), Île-du-Prince-Édouard
- John Douglas Campbell Maclean, progressiste-conservateur, Winnipeg-Nord-Centre, Manitoba
- Matthew Maclean, libéral, Cap-Breton-Victoria-Nord, Nouvelle-Écosse
- William Findlay Maclean, conservateur, York-Est, Ontario
- Robert Simpson Maclellan, progressiste-conservateur, Inverness—Richmond, Nouvelle-Écosse
- Russell Gregoire Maclellan, libéral, Cap-Breton—The Sydneys, Nouvelle-Écosse
- Donald Maclennan, libéral, Inverness—Richmond, Nouvelle-Écosse
- James Maclennan, libéral, Victoria-Nord, Ontario
- Donald Macmaster, conservateur, Glengarry, Ontario
- Cyrus Macmillan, libéral, Queen (Comté de), Île-du-Prince-Édouard
- Duncan Macmillan, libéral-conservateur, Middlesex-Est, Ontario
- Frank Roland Macmillan, conservateur, Saskatoon, Saskatchewan
- John Angus Macmillan, libéral, Mackenzie, Saskatchewan
- John Watson MacNaught, libéral, Prince, Île-du-Prince-Édouard
- Alan Aylesworth Macnaughton, libéral, Mont-Royal, Québec
- Charles Grant Macneil, CCF, Vancouver-Nord, Colombie-Britannique
- John Ritchie Macnicol, conservateur, Toronto-Nord-Ouest, Ontario
- George Taylor Macnutt, conservateur, Colchester, Nouvelle-Écosse
- Thomas Macnutt, libéral, Saltcoats, Saskatchewan

## Macp - Maj
- Agnes Campbell Macphail, progressiste, Grey-Sud-Est, Ontario
- Robert George Macpherson, libéral, Burrard, Colombie-Britannique
- Thomas Henry Macpherson, libéral, Hamilton, Ontario
- Heath Nelson Macquarrie, progressiste-conservateur, Queen (Comté de), Île-du-Prince-Édouard
- John Chester Macrae, progressiste-conservateur, York—Sunbury, Nouveau-Brunswick
- John David Macrae, libéral, Glengarry, Ontario
- Lyle Dean Macwilliam, Nouveau Parti démocratique, Okanagan—Shuswap, Colombie-Britannique
- James William Maddin, libéral-conservateur, Cap-Breton-Sud, Nouvelle-Écosse
- Frank Madill, conservateur, Ontario-Nord, Ontario
- John Ellwood Madill, progressiste-conservateur, Dufferin—Simcoe, Ontario
- Joseph Alexandre Camille Madore, libéral, Hochelaga, Québec
- Charles Magill, libéral, Hamilton, Ontario
- Charles Alexander Magrath, conservateur, Medicine Hat, Alberta
- John Archibald Maharg, unioniste, Maple Creek, Saskatchewan
- Shirley Maheu, libéral, Saint-Laurent, Québec
- Patrick Morgan Mahoney, libéral, Calgary-Sud, Alberta
- Steve Mahoney, libéral, Mississauga-Ouest, Ontario
- Élie Mailloux, conservateur, Témiscouata, Québec
- Claudy Mailly, progressiste-conservateur, Gatineau, Québec
- Francis William Maine, libéral, Wellington, Ontario
- Charles Beautrom Major, libéral, Labelle, Québec
- Robert-Benoît Major, libéral, Argenteuil, Québec
- William Joseph Major, libéral, Glengarry, Ontario

## Mal
- James Malcolm, libéral, Bruce-Nord, Ontario
- Jean-Claude Malépart, libéral, Sainte-Marie, Québec
- Gurbax Singh Malhi, libéral, Bramalea—Gore—Malton, Ontario
- Joseph Léon Vital Mallette, libéral, Jacques-Cartier, Québec
- Albert Elhanon Mallory, libéral, Northumberland-Est, Ontario
- Luc Malo, Bloc québécois, Verchères—Les Patriotes, Québec
- Arnold John Malone, progressiste-conservateur, Battle River, Alberta
- Arthur Edward Martin Maloney, progressiste-conservateur, Parkdale, Ontario
- John Maloney, libéral, Erie, Ontario
- John William Maloney, libéral, Northumberland, Ontario
- Martin James Maloney, conservateur, Renfrew-Sud, Ontario
- Arthur Cyrille Albert Malouin, libéral, Québec-Centre, Québec
- Jacques Malouin, indépendant, Québec-Centre, Québec
- André Maltais, libéral, Manicouagan, Québec
- Auguste Maltais, libéral, Charlevoix, Québec
- Lauréat Maltais, Crédit social, Saguenay, Québec

## Man
- Peter Mancini, Nouveau Parti démocratique, Sydney—Victoria, Nouvelle-Écosse
- J. Nicholas (Nick) Mandziuk, progressiste-conservateur, Marquette, Manitoba
- Henry Philip Mang, libéral, Qu'Appelle, Saskatchewan
- Robert James Manion, unioniste, Fort-William et Rainy-River, Ontario
- John Paul Manley, libéral, Ottawa-Sud, Ontario
- James Douglas Manly, Nouveau Parti démocratique, Cowichan—Malahat—Les Îles, Colombie-Britannique
- Ernest Preston Manning, réformiste, Calgary-Sud-Ouest, Alberta
- Fabian Manning, conservateur, Avalon, Terre-Neuve-et-Labrador
- Park Manross, progressiste-conservateur, London, Ontario
- David Ames Manson, libéral-conservateur, Brome, Ontario
- Moe Mantha Sr., progressiste-conservateur, Nipissing, Ontario

## Mara - Mars
- John Andrew Mara, conservateur, Yale, Colombie-Britannique
- Gilles Marceau, libéral, Lapointe, Québec
- Richard Marceau, Bloc québécois, Charlesbourg, Québec
- Jean Marchand, libéral, Québec-Ouest, Québec
- Jean-Paul Marchand, Bloc québécois, Québec-Est, Québec
- Leonard Stephen Marchand, libéral, Kamloops—Cariboo, Colombie-Britannique
- Sergio Marchi, libéral, York-Ouest, Ontario
- Charles Marcil, libéral, Bonaventure, Québec
- Serge Marcil, libéral, Beauharnois—Salaberry, Québec
- Joseph Edmond Marcile, libéral, Bagot, Québec
- François Arthur Marcotte, conservateur, Champlain, Québec
- Guy Marcoux, Crédit social, Québec—Montmorency, Québec
- Elphège Marier, libéral, Jacques-Cartier, Québec
- Charles-Eugène Marin, progressiste-conservateur, Gaspé, Québec
- Inky Mark, réformiste, Dauphin—Swan River, Manitoba
- Diane Marleau, libéral, Sudbury, Ontario
- George Carlyle Marler, libéral, Saint-Antoine—Westmount, Québec
- Herbert Meredith Marler, libéral, Saint-Laurent—Saint-Georges, Québec
- Eugène Marquis, libéral, Kamouraska, Québec
- John Allmond Marsh, conservateur, Hamilton-Ouest, Ontario
- David Marshall, conservateur, Elgin-Est, Ontario
- Jack Marshall, progressiste-conservateur, Humber—Saint-Georges—Sainte-Barbe, Terre-Neuve-et-Labrador
- James Alexander Marshall, Crédit social, Camrose, Alberta
- Joseph Henry Marshall, conservateur, Middlesex-Est, Ontario
- Wayne Marston, Nouveau Parti démocratique, Hamilton-Est—Stoney Creek, Ontario

## Mart
- Jean-Jacques Martel, progressiste-conservateur, Chapleau, Québec
- Lewis Herbert Martell, libéral, Hants, Nouvelle-Écosse
- Alan Gray Martin, libéral, Scarborough-Est, Ontario
- Alexander Martin, conservateur, Queen's-Est, Île-du-Prince-Édouard
- Alexander Munro Martin, libéral, Wellington-Nord, Ontario
- Joseph Martin, libéral, Winnipeg, Manitoba
- Keith Martin, réformiste, Esquimalt—Juan de Fuca, Colombie-Britannique
- Médéric Martin, libéral, Sainte-Marie, Québec
- Murdo William Martin, CCF, Timmins, Ontario
- Pat Martin, Nouveau Parti démocratique, Winnipeg-Centre, Manitoba
- Paul Martin, libéral, LaSalle—Émard, Québec
- Paul Joseph James Martin, libéral, Essex-Est, Ontario
- Peter Francis Martin, unioniste, Halifax, Nouvelle-Écosse
- Shirley Martin, progressiste-conservateur, Lincoln, Ontario
- Thomas Martin, libéral, Wellington-Nord, Ontario
- Tony Martin, Nouveau Parti démocratique, Sault Ste. Marie, Ontario
- William Melville Martin, libéral, Regina, Saskatchewan
- Paul Raymond Martineau, progressiste-conservateur, Pontiac—Témiscamingue, Québec
- Pierre-Raymond-Léonard Martineau, libéral, Montmagny, Québec
- Quinto Antonio Martini, progressiste-conservateur, Hamilton-Est, Ontario

## Mas - Mat
- Peter Paul Masniuk, progressiste-conservateur, Portage, Manitoba
- Arthur Massé, libéral indépendant, Kamouraska, Québec
- Brian Masse, Nouveau Parti démocratique, Windsor-Est, Ontario
- Marcel Masse, progressiste-conservateur, Frontenac, Québec
- Marcel Massé, libéral, Hull—Aylmer, Québec
- Paul-André Massé, libéral, Saint-Jean, Québec
- Denton Massey, conservateur, Greenwood, Ontario
- James Masson, conservateur, Grey-Nord, Ontario
- Louis-François-Rodrigue Masson, conservateur, Terrebonne, Québec
- Luc-Hyacinthe Masson, conservateur, Soulanges, Québec
- Joseph-Aimé Massue, conservateur, Richelieu, Québec
- Louis Huet Massue, libéral-conservateur, Richelieu, Québec
- John Gerald (Jack) Masters, libéral, Thunder Bay—Nipigon, Ontario
- Barry Mather, Nouveau Parti démocratique, New Westminster, Colombie-Britannique
- John Ross Matheson, libéral, Leeds, Ontario
- Joseph Matheson, libéral, Richmond, Nouvelle-Écosse
- Neil Alexander Matheson, libéral, Queen's, Île-du-Prince-Édouard
- Michel Mathieu, conservateur, Richelieu, Québec
- Irene Mathyssen, Nouveau Parti démocratique, London—Fanshawe, Ontario
- Jean-Paul Matte, libéral, Champlain, Québec
- René Matte, Ralliement créditiste, Champlain, Québec
- Bill Matthews, progressiste-conservateur, Burin—St. George's, Terre-Neuve-et-Labrador
- James Ewen Matthews, libéral, Brandon, Manitoba
- James Herbert Matthews, CCF, Kootenay-Est, Colombie-Britannique
- Robert Charles Matthews, conservateur, Toronto-Est-Centre, Ontario
- Walter Franklyn Matthews, progressiste-conservateur, Nanaimo, Colombie-Britannique

## Max - McB
- George Ritchie Maxwell, libéral, Burrard, Colombie-Britannique
- Ralph Maybank, libéral, Winnipeg-Sud-Centre, Manitoba
- Milton Edgar Maybee, conservateur, Northumberland, Ontario
- Charles James Mayer, progressiste-conservateur, Portage—Marquette, Manitoba
- Colin Mayes, conservateur, Okanagan—Shuswap, Colombie-Britannique
- Philip William Mayfield, réformiste, Cariboo—Chilcotin, Colombie-Britannique
- Robert Wellington Mayhew, libéral, Victoria, Colombie-Britannique
- Hormidas Mayrand, libéral, Maskinongé, Québec
- Donald Frank Mazankowski, progressiste-conservateur, Vegreville, Alberta
- John McAdam, libéral-conservateur, Charlotte, Nouveau-Brunswick
- Duncan Hamilton McAlister, libéral, King's et Albert, Nouveau-Brunswick
- John McAlister, libéral-conservateur, Restigouche, Nouveau-Brunswick
- Allan Getchell McAvity, libéral, St. John—Albert, Nouveau-Brunswick
- James Alexander McBain, progressiste-conservateur, Elgin, Ontario
- Murray Arndell McBride, libéral, Lanark et Renfrew, Ontario
- Thomas George McBride, progressiste, Cariboo, Colombie-Britannique

## McCa - McCo
- Fred Alward McCain, progressiste-conservateur, Carleton—Charlotte, Nouveau-Brunswick
- Alexander McCall, conservateur, Norfolk, Ontario
- Angus Neil McCallum, libéral, Frontenac—Addington, Ontario
- John McCallum, libéral, Markham, Ontario
- Lachlan McCallum, libéral-conservateur, Monck, Ontario
- James Joseph McCann, libéral, Renfrew-Sud, Ontario
- Dalton McCarthy, conservateur/McCarthyite, Cardwell, Ontario
- Leighton Goldie McCarthy, indépendant, Simcoe-Nord, Ontario
- Maitland Stewart McCarthy, conservateur, Calgary, Territoires du Nord-Ouest
- Thomas McCarthy, conservateur, Richelieu, Québec
- Gary Francis McCauley, libéral, Moncton, Nouveau-Brunswick
- William McCleary, conservateur, Welland, Ontario
- Robert Jardine McCleave, progressiste-conservateur, Halifax, Nouvelle-Écosse
- Ian G. McClelland, réformiste, Edmonton-Sud-Ouest, Alberta
- Stewart McClenaghan, conservateur, Ottawa (Cité d'), Ontario
- Firman McClure, libéral, Colchester, Nouvelle-Écosse
- Archibald Blake McCoig, libéral, Kent-Ouest, Ontario
- John B. McColl, libéral, Northumberland-Ouest, Ontario
- Thomas Henry McConica, progressiste-conservateur, Battleford, Saskatchewan
- Thomas David McConkey, libéral, Simcoe-Nord, Ontario
- Lewis Arthur McConville, conservateur, Joliette, Québec
- Charles Arthur McCool, libéral, Nipissing, Ontario
- George McCormick, libéral-conservateur, Muskoka et Parry Sound, Ontario
- Larry McCormick, libéral, Hastings—Frontenac—Lennox et Addington, Ontario

## McCr - McDi
- George Ewan McCraney, libéral, Saskatchewan, Saskatchewan
- William McCraney, libéral, Halton, Ontario
- Francis N. McCrea, libéral, Sherbrooke (Ville de), Québec
- William Forsythe McCreary, libéral, Selkrik, Manitoba
- Peter L. McCreath, progressiste-conservateur, South Shore, Nouvelle-Écosse
- William Paul Joseph McCrossan, progressiste-conservateur, York—Scarborough, Ontario
- Duncan Fletcher McCuaig, libéral, Simcoe-Nord, Ontario
- Duncan John McCuaig, CCF, Maple Creek, Saskatchewan
- James Simeon McCuaig, conservateur, Prince Edward, Ontario
- Robert McCubbin, libéral, Middlesex-Ouest, Ontario
- Robert Lorne McCuish, progressiste-conservateur, Prince George—Bulkley Valley, Colombie-Britannique
- William Armstrong McCulla, conservateur, Peel, Ontario
- Henry Byron McCullough, libéral, Pictou, Nouvelle-Écosse
- Edward George McCullough, CCF, Assiniboia, Saskatchewan
- Fleming Blanchard McCurdy, conservateur, Shelburne et Queen's, Nouvelle-Écosse
- Howard Douglas McCurdy, Nouveau Parti démocratique, Windsor—Walkerville, Ontario
- Emmett Andrew McCusker, libéral, Regina City, Saskatchewan
- Maclyn (Mac) Thomas McCutcheon, progressiste-conservateur, Lambton—Kent, Ontario
- George Manning McDade, conservateur, Northumberland, Nouveau-Brunswick
- Sydney Smith McDermand, United Farmers of Ontario, Elgin-Est, Ontario
- John Horton McDermid, progressiste-conservateur, Brampton—Georgetown, Ontario
- John Stewart McDiarmid, libéral, Winnipeg-Sud, Manitoba

## McDo
- Angus McDonald, indépendant, Timiskaming, Ontario
- Angus Peter McDonald, conservateur, Middlesex-Ouest, Ontario
- Charles McDonald, libéral, Prince Albert, Saskatchewan
- Duncan McDonald, libéral, Victoria, Nouvelle-Écosse
- Edmund Mortimer McDonald, anti-confédéré, Lunenburg, Nouvelle-Écosse
- George William McDonald, libéral-progressiste, Souris, Manitoba
- Hugh McDonald, anti-confédéré, antigonish, Nouvelle-Écosse
- James McDonald, conservateur, Pictou, Nouvelle-Écosse
- John Archibald McDonald, conservateur, Victoria, Nouvelle-Écosse
- Lynn McDonald, Nouveau Parti démocratique, Broadview—Greenwood, Ontario
- Robert Matthew Turnbull McDonald, progressiste-conservateur, Hamilton-Sud, Ontario
- Wallace Reginald McDonald, libéral, Pontiac, Québec
- Wilfred Kennedy "Bucko" McDonald, libéral, Parry Sound, Ontario
- William McDonald, conservateur, Cap Breton, Nouvelle-Écosse
- William Walter McDonald, conservateur, Assiniboia-Est, Territoires du Nord-Ouest
- Samuel McDonnell, conservateur, Inverness, Nouvelle-Écosse
- Alexa McDonough, Nouveau Parti démocratique, Halifax, Nouvelle-Écosse
- John McDougald, libéral-conservateur, Pictou, Nouvelle-Écosse
- Barbara Jean McDougall, progressiste-conservateur, St. Paul's, Ontario
- Hector Francis McDougall, libéral-conservateur, Cap Breton, Nouvelle-Écosse
- John Lorn McDougall, libéral, Renfrew-Sud, Ontario
- William McDougall (1822-1905), conservateur, Trois-Rivières, Québec
- William McDougall (1833-1886), libéral-conservateur, Lanark-Nord, Ontario

## McE - McH
- George McEwen, libéral, Huron-Sud, Ontario
- Murray Lincoln McFarlane, progressiste-conservateur, Kootenay-Est, Colombie-Britannique
- Moses Elijah McGarry, libéral, Inverness—Richmond, Nouvelle-Écosse
- Frank Charles McGee, progressiste-conservateur, York—Scarborough, Ontario
- Thomas D'Arcy McGee, libéral-conservateur, Montréal-Ouest, Québec
- Gerald Grattan McGeer, libéral, Vancouver—Burrard, Colombie-Britannique
- James Wright McGibbon, libéral, Argenteuil, Québec
- Peter McGibbon, unioniste, Muskoka, Ontario
- Peter Robert McGibbon, libéral, Argenteuil, Québec
- Angus McGillis, conservateur, Glengarry, Ontario
- John Alexander McGillivray, libéral-conservateur, Ontario-Nord, Ontario
- Harold Buchanan McGiverin, libéral, Ottawa (Cité d'), Ontario
- John McGowan, libéral-conservateur, Wellington-Centre, Ontario
- James Aloysius McGrath, progressiste-conservateur, St. John's-Est, Terre-Neuve-et-Labrador
- Thomas McGreevy, libéral-conservateur, Québec-Ouest, Québec
- Alexander McGregor, unioniste, Pictou, Nouvelle-Écosse
- Robert Henry McGregor, conservateur, York-Sud, Ontario
- William McGregor, libéral, Essex, Ontario
- Malcolm McGugan, libéral, Middlesex-Sud, Ontario
- David McGuinty, libéral, Ottawa-Sud, Ontario
- Joe McGuire, libéral, Egmont, Île-du-Prince-Édouard
- George McHugh, libéral, Victoria-Sud, Ontario

## McI
- George James McIlraith, libéral, Ottawa-Ouest, Ontario
- George Valentine McInerny, libéral-conservateur, Kent, Nouveau-Brunswick
- Stewart Donald McInnes, progressiste-conservateur, Halifax, Nouvelle-Écosse
- Thomas Robert McInnes, indépendant, New Westminster, Colombie-Britannique
- William Wallace Burns McInnes, libéral, Vancouver, Colombie-Britannique
- Cameron Ross McIntosh, libéral, North-Battleford, Saskatchewan
- John McIntosh, conservateur, Sherbrooke (Ville de), Québec
- Jack McIntosh, progressiste-conservateur, Swift Current—Maple Creek, Saskatchewan
- John Charles McIntosh, unioniste, Nanaimo, Colombie-Britannique
- Gilbert Howard McIntyre, libéral, Perth-Sud, Ontario
- Peter Adolphus McIntyre, libéral, King (Comté de), Île-du-Prince-Édouard
- Wilbert McIntyre, libéral, Strathcona, Alberta
- Angus McIsaac, libéral, antigonish, Nouvelle-Écosse
- Colin Francis McIsaac, libéral, antigonish, Nouvelle-Écosse
- James McIsaac, unioniste, King (Comté de), Île-du-Prince-Édouard
- Joseph Clifford McIsaac, libéral, Battleford—Kindersley, Saskatchewan
- Daniel McIvor, libéral, Fort-William, Ontario

## McK
- Alexander McKay, conservateur, Hamilton, Ontario
- Angus McKay, conservateur, Marquette, Manitoba
- Eric Bowness McKay, CCF, Weyburn, Saskatchewan
- James McKay, conservateur, Prince Albert, Saskatchewan
- John Norman McKay, libéral, Scarborough-Est, Ontario
- Matthew McKay, libéral, Renfrew-Nord, Ontario
- Thomas McKay, libéral-conservateur, Colchester, Nouvelle-Écosse
- James Charles McKeagney, anti-confédéré, Cap Breton, Nouvelle-Écosse
- A. Daniel McKenzie, progressiste-conservateur, Winnipeg-Sud-Centre, Manitoba
- Daniel Duncan McKenzie, libéral, Cap-Breton-Victoria-Nord, Nouvelle-Écosse
- Peter H. McKenzie, libéral, Bruce-Sud, Ontario
- Robert McKenzie, libéral, Assiniboia, Saskatchewan
- Hugh Cummings McKillop, conservateur, Elgin-Ouest, Ontario
- Robert Elgin McKinley, progressiste-conservateur, Huron, Ontario
- Allan Bruce McKinnon, progressiste-conservateur, Victoria, Colombie-Britannique
- Glen McKinnon, libéral, Brandon—Souris, Manitoba
- Hugh Bathgate McKinnon, libéral, Kenora—Rainy River, Ontario
- William Hunter McKnight, progressiste-conservateur, Kindersley—Lloydminster, Saskatchewan

## McL
- Daniel McLachlin, libéral, Renfrew-Sud, Ontario
- Norman Alexander McLarty, libéral, Essex-Ouest, Ontario
- Audrey McLaughlin, Nouveau Parti démocratique, Yukon, Yukon
- Allan Marcus Atkinson McLean, libéral, Charlotte, Nouveau-Brunswick
- Andrew Young McLean, libéral, Huron—Perth, Ontario
- Angus Alexander McLean, conservateur, Queen's, Île-du-Prince-Édouard
- George Alexander McLean, libéral, Simcoe-Est, Ontario
- Hugh Havelock McLean, libéral, Sunbury—Queen's, Nouveau-Brunswick
- John McLean (en), conservateur, King (Comté de), Île-du-Prince-Édouard
- Malcolm McLean, libéral, Melford, Saskatchewan
- Michael Dalton McLean, conservateur, Kootenay-Est, Colombie-Britannique
- Murdo Young McLean, libéral, Huron-Sud, Ontario
- Peter Douglas McLean, libéral, York-Centre, Ontario
- Walter Franklin McLean, progressiste-conservateur, Waterloo, Ontario
- Archibald Woodbury McLelan, anti-confédéré, Colchester, Nouvelle-Écosse
- Anne McLellan, libéral, Edmonton-Nord-Ouest, Alberta
- Bernard Donald McLellan, libéral, Prince-Ouest, Île-du-Prince-Édouard
- Ronald David McLelland, progressiste-conservateur, Rosetown—Biggar, Saskatchewan
- Angus McLennan, libéral, Inverness, Nouvelle-Écosse
- John McLennan, libéral-conservateur, Glengarry, Ontario
- Roderick R. McLennan, conservateur, Glengarry, Ontario
- William Alexander McLennan, progressiste-conservateur, New Westminster, Colombie-Britannique
- Angus McLeod, libéral-conservateur, Ontario-Nord, Ontario
- Ezekiel McLeod, conservateur, Cité de Saint-Jean, Nouveau-Brunswick
- George McLeod, indépendant, Kent, Nouveau-Brunswick
- George William McLeod, Crédit social, Okanagan—Revelstoke, Colombie-Britannique
- Harry Fulton McLeod, conservateur, York, Nouveau-Brunswick
- Hugh McLeod, libéral-conservateur, Cap Breton, Nouvelle-Écosse
- William Mackenzie McLeod, libéral-conservateur, Cap Breton, Nouvelle-Écosse
- Winfield Chester Scott McLure, conservateur, Queen's, Île-du-Prince-Édouard

## McM
- John McMartin, unioniste, Glengarry et Stormont, Ontario
- Andrew Ross McMaster, libéral, Brome, Québec
- William Alexander McMaster, progressiste-conservateur, High Park, Ontario
- Donald McMillan, conservateur, Vaudreuil, Québec
- Hugh McMillan, conservateur, Vaudreuil, Québec
- John McMillan (1816-1886), libéral, Restigouche, Nouveau-Brunswick
- John McMillan (1823-1901), libéral, Huron-Sud, Ontario
- John Angus McMillan, libéral, Glengarry, Ontario
- Thomas McMillan, libéral, Huron-Sud, Ontario
- Thomas Michael McMillan, progressiste-conservateur, Hillsborough, Île-du-Prince-Édouard
- William Hector McMillan, libéral, Welland, Ontario
- John Ernest McMillin, progressiste-conservateur, Greenwood, Ontario
- James McMonies, libéral, Wentworth-Nord, Ontario
- James McMullen, libéral, Wellington-Nord, Ontario
- Edward James McMurray, libéral, Winnipeg-Nord, Manitoba

## McN - McW
- Archibald McNab, libéral, Glengarry, Ontario
- Grant McNally, réformiste, Dewdney—Alouette, Colombie-Britannique
- Alexander McNeill, libéral-conservateur, Bruce-Nord, Ontario
- Thomas Bruce McNevin, libéral, Victoria, Ontario
- Donald Alexander McNiven, libéral, Regina City, Saskatchewan
- James Carroll Patrick McNulty, libéral, Lincoln, Ontario
- George Washington McPhee, libéral, Yorkton, Saskatchewan
- Ewen Alexander McPherson, libéral, Portage la Prairie, Manitoba
- Albert DeBurgo McPhillips, progressiste-conservateur, Victoria, Colombie-Britannique
- Arthur McQuade, conservateur, Victoria-Sud, Ontario
- Melvin James McQuaid, progressiste-conservateur, King, Île-du-Prince-Édouard
- William Garland McQuarrie, unioniste, New Westminster, Colombie-Britannique
- Henry Carwithen McQuillan, progressiste-conservateur, Comox—Alberni, Colombie-Britannique
- Alexander Duncan McRae, conservateur, Vancouver-Nord, Colombie-Britannique
- Paul Edmund McRae, libéral, Fort-William, Ontario
- John McRory, conservateur, Addington, Ontario
- James McShane, libéral, Montréal-Centre, Québec
- Neil Haman McTaggart, progressiste, Maple Creek, Saskatchewan
- Dan McTeague, libéral, Ontario, Ontario
- Edward Watson McWhinney, libéral, Vancouver Quadra, Colombie-Britannique
- George Roy McWilliam, libéral, Northumberland, Nouveau-Brunswick

## Mee - Mec
- Howard William Meeker, progressiste-conservateur, Waterloo-Sud, Ontario
- Arthur Meighen, conservateur, Portage la Praire, Manitoba
- Daniel Bishop Meigs, libéral, Missisquoi, Québec
- J.-Armand Ménard, libéral, Saint-Jean—Iberville—Napierville, Québec
- Réal Ménard, Bloc québécois, Hochelaga—Maisonneuve, Québec
- Serge Ménard, Bloc québécois, Marc-Aurèle-Fortin, Québec
- Lewis Menary, progressiste-conservateur, Wellington-Nord, Ontario
- Ted Menzies, conservateur, Macleod, Alberta
- Gary Merasty, libéral, Desnethé—Missinippi—Rivière Churchill, Manitoba
- Honoré Mercier, libéral, Rouville, Québec
- Joseph-Alexandre Mercier, libéral, Laurier—Outremont, Québec
- Paul Mercier, libéral, Westmount—Saint-Henri, Québec
- Paul Mercier, Bloc québécois, Blainville—Deux-Montagnes, Québec
- Val Meredith, réformiste, Surrey—White Rock—South Langley, Colombie-Britannique
- Jonathan Joseph Merner, conservateur, Huron-Sud, Ontario
- Samuel Merner, conservateur, Waterloo-Sud, Ontario
- Rob Merrifield, Alliance canadienne, Yellowhead, Alberta
- Gerald Stairs Merrithew, progressiste-conservateur, Saint John, Nouveau-Brunswick
- Charles Cecil Ingersoll Merritt, progressiste-conservateur, Vancouver—Burrard, Colombie-Britannique
- Thomas Rodman Merritt, libéral, Lincoln, Ontario
- John Albert Messervy, conservateur, Queen's, Île-du-Prince-Édouard
- James Metcalfe, libéral, York-Est, Ontario
- James Henry Metcalfe, conservateur, Kingston, Ontario

## Met - Mil
- François Xavier Ovide Méthot, conservateur indépendant, Nicolet, Québec
- Adrien Meunier, libéral indépendant, Papineau, Québec
- Sydney Chilton Mewburn, unioniste, Hamilton-Est, Ontario
- Benoît Michaud, libéral, Restigouche—Madawaska, Nouveau-Brunswick
- Hervé J. Michaud, libéral, Kent, Nouveau-Brunswick
- Joseph-Enoïl Michaud, libéral, Restigouche—Madawaska, Nouveau-Brunswick
- Kristina Michaud, Bloc québécois, Avignon—La Mitis—Matane—Matapédia, Québec
- Pius Michaud, libéral, Victoria, Nouveau-Brunswick
- Roland Michener, progressiste-conservateur, St. Paul's, Ontario
- William Sora Middlebro, conservateur, Grey-Nord, Ontario
- Fred J. Mifflin, libéral, Bonavista—Trinity—Conception, Terre-Neuve-et-Labrador
- Roch Moïse Samuel Mignault, libéral, Yamaska, Québec
- Campbell Ewing Millar, progressiste-conservateur, Middlesex-Est, Ontario
- John Millar, progressiste, Qu'Appelle, Saskatchewan
- Archibald Campbell Miller, conservateur, Prince Edward, Île-du-Prince-Édouard
- Calvert Charlton Miller, progressiste-conservateur, Portage la Prairie, Manitoba
- Edward Allan Miller, Nouveau Parti démocratique, Nanaimo—Alberni, Colombie-Britannique
- Henry Horton Miller, libéral, Grey-Sud, Ontario
- Larry Miller, conservateur, Grey—Bruce—Owen Sound, Ontario
- Clarence Adam Milligan, progressiste-conservateur, Prince Edward—Lennox, Ontario
- Peter Milliken, libéral, Kingston et les Îles, Ontario
- David Mills, libéral, Bothwell, Ontario
- Dennis Joseph Mills, libéral, Broadview—Greenwood, Ontario
- John Burpee Mills, conservateur, Annapolis, Nouvelle-Écosse
- Bob Mills, réformiste, Red Deer, Alberta
- Wilson Henry Mills, libéral, Elgin-Ouest, Ontario
- Robert Milne, progressiste, Neepawa, Manitoba
- William Ross Milne, libéral, Peel—Dufferin—Simcoe, Ontario

## Min - Monk
- Clement George Minaker, progressiste-conservateur, Winnipeg—St. James, Manitoba
- Maria Minna, libéral, Beaches—Woodbine, Ontario
- Andy Mitchell, libéral, Parry Sound—Muskoka, Ontario
- Archibald Hugh Mitchell, Crédit social, Medicine Hat, Alberta
- David Rodger Mitchell, libéral, Sudbury, Ontario
- Humphrey Mitchell, travailliste, Hamilton-Est, Ontario
- Margaret Anne Mitchell, Nouveau Parti démocratique, Vancouver-Est, Colombie-Britannique
- Peter Mitchell, indépendant, Northumberland, Nouveau-Brunswick
- Robert Weld Mitchell, progressiste-conservateur, London, Ontario
- Walter George Mitchell, libéral, Saint-Antoine, Québec
- Constantine George (Gus) Mitges, progressiste-conservateur, Grey—Simcoe, Ontario
- George Moffat (1810-1878), conservateur, Restigouche, Nouveau-Brunswick
- George Moffat (1842-1918), conservateur, Restigouche, Nouveau-Brunswick
- Robert Moffat, conservateur, Restigouche, Nouveau-Brunswick
- John Patrick Molloy, libéral, Provencher, Manitoba
- George Moncrieff, conservateur, Lambton-Est, Ontario
- Albéric Archie Mondou, conservateur, Yamaska, Québec
- Dominique Monet, libéral, Napierville, Québec
- Marcel Monette, libéral, Mercier, Québec
- Jean Baptiste Mongenais, conservateur, Vaudreuil, Québec
- Joseph-Alfred Mongrain, indépendant, Trois-Rivières, Québec
- Frederick Debartzch Monk, conservateur, Jacques-Cartier, Québec

## Mont - More
- Walter Humphries Montague, conservateur, Haldimand, Ontario
- Andrew Monteith, conservateur, Perth-Nord, Ontario
- Harold Edmond Monteith, progressiste-conservateur, Verdun, Québec
- Jay Waldo Monteith, progressiste-conservateur, Perth, Ontario
- Ken Monteith, progressiste-conservateur, Elgin, Ontario
- Gage Workman Montgomery, progressiste-conservateur, Victoria—Carleton, Nouveau-Brunswick
- Hippolyte Montplaisir, libéral-conservateur, Champlain, Québec
- Alvin Head Moore, conservateur, Stanstead, Québec
- Barry D. Moore, progressiste-conservateur, Pontiac—Gatineau—Labelle, Québec
- Harry Andrew Moore, progressiste-conservateur, Wetaskiwin, Alberta
- James Moore, Alliance canadienne, Port Moody—Coquitlam—Port Coquitlam, Colombie-Britannique
- John Clarke Moore, conservateur, Châteauguay—Huntingdon, Québec
- Rob Moore, conservateur, Fundy, Nouveau-Brunswick
- Ronald Stewart Moore, CCF, Churchill, Manitoba
- William Henry Moore, libéral, Ontario, Ontario
- Frank Duff Moores, progressiste-conservateur, Bonavista—Trinity—Conception, Terre-Neuve-et-Labrador
- Raymond Ducharme Morand, conservateur, Essex-Est, Ontario
- Kenneth Hamill More, progressiste-conservateur, Regina City, Saskatchewan
- Maurice John Moreau, libéral, York—Scarborough, Ontario

## Morg - Mott
- J. Trevor Morgan, progressiste-conservateur, St. Catharines, Ontario
- Albanie Morin, libéral, Louis-Hébert, Québec
- Georges Dorèze Morin, libéral, Bagot, Québec
- Jean-Baptiste Morin, conservateur, Dorchester, Québec
- Louis-Simon-René Morin, libéral, Saint-Hyacinthe—Rouville, Québec
- John Morrison, libéral, Victoria-Nord, Ontario
- John B. Morison, libéral, Wentworth, Ontario
- Émilien Morissette, progressiste-conservateur, Rimouski, Québec
- Hugh Boulton Morphy, conservateur, Perth-Nord, Ontario
- Alexander Morris, conservateur, Lanark-Sud, Ontario
- Edmund Leverett Morris, progressiste-conservateur, Halifax, Nouvelle-Écosse
- James Morris, conservateur, Châteauguay, Québec
- Alexander Morrison, conservateur, Macdonald, Manitoba
- Angus Morrison, conservateur, Niagara, Ontario
- Aulay MacAulay Morrison, libéral, New Westminster, Colombie-Britannique
- John Morrison, progressiste, Weyburn, Saskatchewan
- Lee Glen Morrison, réformiste, Swift Current—Maple Creek—Assiniboia, Saskatchewan
- Charles Joseph Morrissy, libéral, Northumberland, Nouveau-Brunswick
- John Morrissy, libéral, Northumberland, Nouveau-Brunswick
- Murray Douglas Morton, progressiste-conservateur, Davenport, Ontario
- Thomas Moss, libéral, Toronto-Ouest, Ontario
- William Richard Motherwell, libéral, Regina, Saskatchewan
- William Malcolm Mott, libéral, New Wesminster, Colombie-Britannique

## Mou - Mun
- Maria Mourani, Bloc québécois, Ahuntsic, Québec
- Joseph-Alfred Mousseau, conservateur, Bagot, Québec
- Joseph-Octave Mousseau, indépendant, Soulanges, Québec
- Herbert Macdonald Mowat, unioniste, Parkdale, Ontario
- George Robson Muir, progressiste-conservateur, Lisgar, Manitoba
- Robert Muir, progressiste-conservateur, Cap-Breton-Victoria-Nord, Nouvelle-Écosse
- Mark Muise, progressiste-conservateur, Nova-Ouest, Nouvelle-Écosse
- John Cooney Mullally, libéral, King (Comté de), Île-du-Prince-Édouard
- Henry Alfred Mullins, conservateur, Marquette, Manitoba
- James Patrick Mullins, libéral, Richmond—Wolfe, Québec
- William Mulock, libéral, York-Nord, Ontario
- William Pate Mulock, libéral, York-Nord, Ontario
- Brian Mulroney, progressiste-conservateur, Nova-Centre (NS), Manicouagan et Charlevoix (QC)
- Albert Edward Munn, libéral, Vancouver-Nord, Colombie-Britannique
- Donald W. Munro, progressiste-conservateur, Esquimalt—Saanich, Colombie-Britannique
- Elgin Albert Munro, libéral, Fraser Valley, Colombie-Britannique
- John Carr Munro, libéral, Hamilton-Est, Ontario
- John H. Munroe, conservateur, Elgin-Ouest, Ontario
- Charles Arthur Munson, conservateur, Northumberland-Ouest, Ontario

## Mur - My
- James Murdock, libéral, Kent, Ontario
- Brian Murphy, libéral, Moncton—Riverview—Dieppe, Nouveau-Brunswick
- Charles Murphy, libéral, Russell, Ontario
- Charles Terrence Murphy, libéral, Sault Ste. Marie, Ontario
- Henry Joseph Murphy, libéral, Westmorland, Nouveau-Brunswick
- John Murphy (en), libéral, Annapolis Valley—Hants, Nouvelle-Écosse
- Joseph Warner Murphy, progressiste-conservateur, Lambton-Ouest, Ontario
- Rodney Edward Murphy, Nouveau Parti démocratique, Churchill, Manitoba
- Shawn Murphy, libéral, Hillsborough, Île-du-Prince-Édouard
- Thomas Gerow Murphy, conservateur, Neepawa, Manitoba
- William Samuel Murphy, conservateur indépendant, Lanark, Ontario
- Alexander Clark Murray, libéral, Oxford, Ontario
- George Matheson Murray, libéral, Cariboo, Colombie-Britannique
- Ian Murray, libéral, Lanark—Carleton, Ontario
- Thomas Murray, libéral, Pontiac, Québec
- William Murray, libéral, Renfrew-Nord, Ontario
- Jack Burnett Murta, progressiste-conservateur, Lisgar, Manitoba
- Leslie Alexander Mutch, libéral, Winnipeg-Sud, Manitoba
- Ephraim Bell Muttart, conservateur, King (Comté de), Île-du-Prince-Édouard
- Edward Thomas Wordon Myers, unioniste, Kindersley, Saskatchewan
- John Howard Myers, conservateur, Queen's, Île-du-Prince-Édouard
- Lynn Myers, libéral, Waterloo—Wellington, Ontario